# Alexander K. Dewdney
Alexander Keewatin Dewdney (* 5. August 1941 in London, Ontario; † 9. März 2024 ebenda) war ein kanadischer Informatiker und Buchautor. Bekannt wurde er durch seine Kolumne Mathematische Spielereien im Spektrum der Wissenschaft. Seine Vorgänger in dieser Position waren Martin Gardner und Douglas R. Hofstadter. Sein Bruder ist der kanadische Schriftsteller und Dichter Christopher Dewdney.
Er war Vertreter von Verschwörungstheorien zum 11. September 2001.

## Werke
- Wator, ein Computerprogramm, das die Räuber-Beute-Beziehung deutlich macht.
- Das Planiversum – Computerkontakt mit einer zweidimensionalen Welt. Paul Zsolnay Verlag, Wien [u. a.] 1985, ISBN 3-552-03716-0.
- 200 Prozent von nichts – die geheimen Tricks der Statistik und andere Schwindeleien mit Zahlen. Birkhäuser Verlag, Basel [u. a.] 1994, ISBN 3-7643-5021-0.
- Der Turing Omnibus – eine Reise durch die Informatik mit 66 Stationen. Springer, Berlin [u. a.] 1995, ISBN 3-540-57780-7.
- Alles fauler Zauber? IQ-Tests, Psychoanalyse und andere umstrittene Theorien. Birkhäuser Verlag, Basel [u. a.] 1998, ISBN 3-7643-5761-4.
- Reise in das Innere der Mathematik. Birkhäuser Verlag, Basel [u. a.] 2000, ISBN 3-7643-6189-1.